# Арчелца
Арчелца (словен. Arčelca) је насељено место у општини Требње, регија Југоисточна Словенија, Словенија.

## Становништво
Према попису становништва из 2011. године село је имало 11 становника.
| Број становника према пописима | Број становника према пописима | Број становника према пописима |
| ------------------------------ | ------------------------------ | ------------------------------ |
| 1991                           | 2002                           | 2011                           |
| 18                             | 18                             | 11                             |